# Jack Straw (politicus)
John Whitaker (Jack) Straw (Buckhurst Hill, Engeland, 3 augustus 1946) is een voormalig Brits politicus van de Labour Party.
Straw was tussen 1994 en 2015 een van de prominentste politici van de Labour Party en was tussen 1997 en 2010 bewindspersoon gedurende gehele kabinetsperiodes van de kabinetten -Blair (1997–2007) en -Brown (2007–2010). Hij was minister van Binnenlandse Zaken van 1997 tot 2001, minister van Buitenlandse Zaken van 2001 tot 2006, Leader of the House of Commons en Lord Privy Seal van 2006 tot 2007 en minister van Justitie van 2007 tot 2010.

## Studie en vroege carrière
Straw studeerde rechten aan de universiteit van Leeds en werd in zijn studententijd politiek actief als studentenleider. In 1969 werd hij verkozen tot voorzitter van de National Union of Students, de belangrijkste nationale confederatie van studentenverenigingen.
Na zijn studie werkte hij als advocaat en politiek adviseur voor verschillende staatssecretarissen. In 1979 werd hij verkozen tot lid van het Lagerhuis voor Blackburn. In de jaren 1980 was hij woordvoerder van de oppositie op verschillende beleidsterreinen, tot hij in 1987 werd verkozen tot lid van het Labour-schaduwkabinet als schaduwstaatssecretaris van Onderwijs. Hij was schaduwstaatssecretaris van Milieuzaken van 1992 tot 1994. Toen Tony Blair in 1994 Labourleider werd, koos hij Straw om hem op te volgen als schaduwminister van Binnenlandse Zaken.

## Straw in het kabinet-Blair
Na de Labouroverwinning in 1997 werd Straw benoemd tot minister van Binnenlandse Zaken in het kabinet-Blair. Als minister van Binnenlandse Zaken bracht Straw de Britse wetgeving in lijn met het Europees Verdrag voor de Rechten van de Mens en schafte de doodstraf af. Ook kwam hij in 2000 met controversiële nieuwe wetgeving die het mogelijk maakte voor de Britse overheid om internetverkeer af te luisteren voor surveillance- of recherchedoeleinden. In maart 2000 stond hij Augusto Pinochet toe om vanuit Groot-Brittannië weer naar Chili terug te keren, hoewel Spanje om zijn uitlevering had gevraagd.
Na de verkiezingen van 2001 nam Straw over van Robin Cook als minister van Buitenlandse Zaken. Straw wist al maanden voor de staatsgreeppoging in Equatoriaal-Guinea door Britse huursoldaten in 2004 dat een staatsgreep ophanden was, maar liet na de regering van Equatoriaal-Guinea hierover in te lichten. Later moest Straw zijn excuses aan The Observer aanbieden na eerst tegenover deze krant beweerd te hebben geen enkele kennis van de staatsgreeppoging te hebben gehad.
Straw steunde de Britse deelname aan de Irakoorlog. Tijdens de verkiezingen van 2005 probeerde een groep moslims in zijn kiesdistrict daarom een andere kandidaat, voormalig ambassadeur Craig Murray, verkozen te krijgen. Straw kreeg 20% minder stemmen dan in 2001 maar werd wel herkozen.
In 2006 veroorzaakte Straw controverse met afkeurende commentaren over de publicatie van de cartoons van Mohammed in een Deense krant.
Na het slechte resultaat van de gemeenteraadsverkiezing in 2006 maakte premier Blair een aantal drastische veranderingen in zijn kabinet. Straw werd leider van het Lagerhuis en werd opgevolgd als minister van Buitenlandse Zaken door Margaret Beckett. De schrijver William Rees-Mogg beweerde in The Times dat de Amerikaanse minister Donald Rumsfeld Blair had gedwongen om Straw te verwijderen als minister van Buitenlandse Zaken, nadat Straw zich in april 2006 kritisch had uitgelaten over Amerikaanse plannen om nucleaire wapens te gebruiken tegen nucleaire installaties in Iran, plannen die Straw als nuts ("knettergek") had betiteld. Ook is in de media gesuggereerd dat de Amerikanen Straw weg wilden hebben vanwege het grote aantal moslims in zijn kiesdistrict.
In 2006 veroorzaakte Straw een nationaal debat over gezichtsbedekkende sluiers toen hij in een interview zei dat moslimvrouwen die een nikab of boerka dragen de verhoudingen tussen verschillende groepen in de samenleving kunnen bemoeilijken, en dat hij een wettelijk verbod op gezichtsbedekkende sluiers zou steunen.

## Straw in het kabinet-Brown
Premier Gordon Brown benoemde Straw bij zijn aantreden in mei 2007 tot minister van Justitie en rijkskanselier (Lord High Chancellor of Great Britain), een sinecure. Hij was de eerste Lord Chancellor die niet van adel was en dus in het Lagerhuis zat (en niet in het Hogerhuis).
Straw werd in 2008 genoemd als de meest waarschijnlijke kandidaat om de enorm impopulaire Brown op te volgen als Labourleider en premier als hij zou aftreden, maar Brown bleef toch aan.
In februari 2009 bleek dat Straw de vrijgeving had tegengehouden van enkele belangrijke documenten die uitsluitsel had kunnen geven over de redenen waarom de Britse regering besloot mee te doen aan de Irakoorlog in 2003. Het ging om de notulen van vergaderingen van de Britse regering in de aanloop naar de Irakoorlog. Straw zei dat de documenten geheim moesten blijven omdat ze de regering "serieuze schade" zouden berokkenen en dat dit zwaarder woog dan de belangen van de Britse bevolking. De Conservatieve Partij steunde Straws beslissing, maar de Liberal Democrats beschuldigden Straw ervan hooggeplaatste leden van het kabinet in bescherming te nemen en zeiden dat het Britse volk het recht had om te weten wat er gebeurd was in de aanloop naar de oorlog.
Tijdens de parlementaire bonnetjesaffaire in 2009 bleek dat Straw te veel belastingen had teruggevraagd. Sinds 2004 had hij de volledige gemeentebelastingen voor zijn tweede huis in Blackburn teruggevraagd, hoewel hij in werkelijkheid maar de helft van deze belastingen had hoeven te betalen. Al in juli 2008, twee maanden nadat duidelijk werd dat de financiële vergoedingen van parlementsleden openbaar gemaakt zou worden, betaalde Straw het te veel ontvangen geld terug. Hij verontschuldigde zich hierbij met de woorden "boekhouding is niet mijn sterkste kant".

## Latere carrière
In augustus 2010 maakte Straw bekend per oktober van dat jaar te stoppen als schaduwminister van Justitie. Hij bleef wel in het Lagerhuis als Member of Parliament voor het kiesdistrict Blackburn tot 2015.
- Bibliothèque nationale de France: cb13630711t (data)
- Gemeinsame Normdatei: 1033140384
- International Standard Name Identifier: 0000 0000 0124 0023
- Library of Congress Control Number: n94080820
- Nationale Bibliotheek van Israël: 987009841557605171
- Nederlandse Thesaurus van Auteursnamen: 277321832
- Système universitaire de documentation: 077233719
- Virtual International Authority File: 64183282
- WorldCat: E39PBJy8y9jGw68d7Tmbb69JjC